# Alpena (Míchigan)
Alpena es una ciudad ubicada en el condado de Alpena en el estado estadounidense de Míchigan. Es sede del condado de Alpena. La localidad en el año 2010, tenía una población de 10 483 habitantes, con una densidad poblacional de 446,09  personas por km².

## Geografía
Alpena se encuentra ubicada en las coordenadas 45°4′22.05″N 83°26′14.91″O / 45.0727917, -83.4374750. Según la Oficina del Censo, la localidad tiene un área total de 23,5 km² (9,1 mi²), de la cual 21,7 km² (8,4 mi²) es tierra y 1,8 km² (0,7 mi²) (7.71 %) es agua.

### Localidades adyacentes
El siguiente diagrama muestra a las localidades en un radio de 36 kilómetros (22,4 mi) de Alpena.

## Demografía
En el 2000 la renta per cápita promedia del hogar era de $30 353, y el ingreso promedio para una familia era de $34 534. El ingreso per cápita para la localidad era de $17 476. En 2000 los hombres tenían un ingreso per cápita de $34 534 contra $21 951 para las mujeres. Alrededor del 13.50 % de la población estaba bajo el umbral de pobreza nacional.